# Vijfde Elfstedentocht
De vijfde Elfstedentocht werd op 16 december 1933 verreden en is de enige Elfstedentocht die in december verreden werd.

## Organisatie
Al op 10 december bereidde het Elfstedenbestuur zich erop voor dat de tocht der tochten wellicht zeer spoedig gehouden kon worden. Op 14 december bonden de bestuursleden Hepkema en Kingma de schaatsen onder om te controleren hoe het er met het ijs op de route voorstond. Al na twee kilometer in de richting van Dokkum geschaatst te hebben hadden de bestuursleden hun conclusie getrokken. In een kruidenierswinkeltje in Snakkerburen werd naar Leeuwarden gebeld met de mededeling dat op 16 december georganiseerd kon worden. Nog nooit was de tocht zo vroeg en met zo weinig voorbereidingstijd gereden.

## Veranderingen
Een Elfstedentocht zó vroeg in het seizoen bracht verschillende dilemma's met zich mee. De Willemskade, de traditionele startplaats voor de tocht lag nog altijd open. En ook op het traject Harlingen-Leeuwarden voeren nog altijd boten. De start werd verschoven naar de Boxumerdam, vijf kilometer buiten de stad. De finish werd verplaatst naar de gracht bij de Noordersingel. In plaats van de tocht tegen de klok in te schaatsen, werd voor het eerst de Elfstedentocht met de klok mee geschaatst. Niet Dokkum, maar Sneek zou de eerste stempelpost zijn.

## De wedstrijd
Na de start bij de Boxumerdam wist Arie van Beekum als eerste in Sneek aan te komen, op de voet gevolgd door Cor Jongert. Ook in IJlst lag het duo nog stabiel aan kop. Na IJlst maakten de beide mannen, en enkele anderen die volgden, een grote fout. Ze namen een afslag verkeerd en maakten hierdoor een kilometerslange omweg. Twee schaatsers maakten niet dezelfde vergissing en wisten de koppositie in te nemen: Sikke Dijkstra uit Cornjum en Durk van der Duim uit Warga. Om precies zeven uur schaatsen de beide heren Sloten binnen. Een kwartier later liet Cor Jongert zijn kaart afstempelen. Hij wist desondanks de achterstand in te lopen en bij Stavoren bevond hij zich alweer in de voorste regionen. Een eindje voor Hindeloopen stoof plotseling Ype Smid naar voren. Deze smid wist met een voorsprong van vijf minuten als eerste zijn woonplaats binnen te schaatsen. In Workum was de achterstand nog maar een minuut, maar in Bolsward, Harlingen en Franeker bedroeg zijn voorsprong respectievelijk drie, vijf en tien minuten.

## Het duo De Vries en Castelein
Sipke Castelein en Abe de Vries waren de belangrijkste achtervolgers van Smid, al waren zij daar zelf niet zozeer mee bezig. Beide mannen wilden zich oorspronkelijk opgeven voor de toertocht, maar waren toevalligerwijs tussen de wedstrijdschaatsers terechtgekomen. Groot was de verbazing toen zij een uitgeputte Ype Smid inhaalden en beseften dat zij vooraan lagen. Beide mannen besloten bij de Finkumervaart om samen over de finish te komen. Zonder eindspurt of zich te haasten schaatsen beide mannen de prinsentuin op. Een bijna onzichtbaar krasje in het ijs was de finish. Hoewel de mannen claimen tegelijk over de finish te zijn gegaan wees het Elfstedenbestuur Abe de Vries als winnaar aan. Het Elfstedenbestuur toonde zich voor deze keer coulant en gaf ook aan Sipke Castelein een gouden medaille omdat, zo sprak voorzitter Hepkema het verschil nauwelijks waarneembaar was. Achter de namen van de mannen kon een recordtijd van negen uur en vijf minuten geschreven worden.

## Uitslag
| Positie | Naam              | Woonplaats  | Tijd |
| ------- | ----------------- | ----------- | ---- |
| 1       | Abe de Vries      | Dronrijp    | 9.05 |
| 1       | Sipke Castelein   | Wartena     | 9.05 |
| 3       | Ype Smid          | Hindeloopen | 9.14 |
| 4       | Cor Jongert       | Ilpendam    | 9.16 |
| 5       | Sikke Dijkstra    | Cornjum     | 9.16 |
| 6       | Durk van der Duim | Warga       | 9.32 |
| 7       | D. Groenendal     | Ulrum       | 9.33 |
| 8       | J. Dijkveld Stol  | Leens       | 9.33 |
| 9       | S. Kooistra       | Warga       | 9.34 |
| 10      | S. Koen           | Bovenknijpe | 9.36 |

## De schaatsers
De weersomstandigheden voor de tocht waren ideaal. Het is waarschijnlijk daaraan te danken dat van de 339 tochtrijders er 321 de tocht wisten te voltooien. Van de 173 wedstrijdschaatsers wisten 160 de tocht tot een goed einde te brengen en kregen dan ook een kruisje. Alle elf vrouwen die aan de tocht waren begonnen, voltooiden de tocht. Ook één buitenlander voltooide de tocht: de Amerikaan Süssdorf, die in 1929 nog moest opgeven.

## Radio
Dit jaar werd de Elfstedentocht voor het eerst op de radio verslagen. De VARA was als eerste omroep in staat om, met behulp van telefoonlijnen, reportages uit Bolsward, Franeker en Leeuwarden uit te zenden. De verslagen werden gegeven door Jan Broeksz.
vóór 1909 
· 1e (2 januari 1909)
· 2e (7 februari 1912)
· 3e (27 januari 1917)
· 4e (12 februari 1929)
· 5e (16 december 1933)
· 6e (30 januari 1940)
· 7e (6 februari 1941)
· 8e (22 januari 1942)
· 9e (8 februari 1947)
· 10e (3 februari 1954)
· 11e (14 februari 1956)
· 12e (18 januari 1963)
· 13e (21 februari 1985)
· 14e (26 februari 1986)
· 15e (4 januari 1997)